# Senden (Bawaria)
Senden – miasto w Niemczech, w kraju związkowym Bawaria, w rejencji Szwabia, w regionie Donau-Iller, w powiecie Neu-Ulm. Leży około 8 km na południe od Neu-Ulm, nad rzeką Iller, przy drodze B28 i linii kolejowej Oberstdorf – Ulm, od której odchodzi tu lokalna linia kolejowa Senden – Weißenhorn.

## Polityka
Burmistrzem miasta jest bezpartyjny Kurt Baiker, rada miasta składa się z 30 osób.
|      | CSU | SPD | CFW/FWG | Zieloni | BISS | Razem |
| 2008 | 12  | 5   | 7       | 4       | 2    | 30    |
| 2002 | 12  | 7   | 7       | 2       | 2    | 30    |

### Współpraca
Miejscowości partnerskie:
- Piove di Sacco, Włochy
- Senden, Nadrenia Północna-Westfalia
- Uffholtz, Francja